# جو هان-چول
جو هان-چول (کره‌ای: 조한철؛ زادهٔ ۱۳ ژوئن ۱۹۷۳) بازیگر اهل کره جنوبی است. او بیشتر به خاطر ایفای نقش در شاهزاده صد روزه من (۲۰۱۸)، وینچنزو (۲۰۲۱)، دهکده ساحلی چاچاچا (۲۰۲۱) و جیریسان (۲۰۲۱) شناخته می‌شود.

## حرفه
جو هان-چول به عنوان بازیگر تئاتر در سال ۱۹۹۸ در تئاتر یک اتاق (원룸) فعالیت خود را آغاز کرد. سال بعد، او در اولین فیلم خود به نام آب‌نبات نعنایی نقش کوچکی ایفا کرد. 
پس از دو دهه، او به خاطر بازی در فیلم همراه با خدایان: ۴۹ روز آخر (۲۰۱۸) در نقش دادستان به شهرت رسید. جو هان-چول انتخاب اول برای این شخصیت نبود. او جایگزین بازیگر اوه دال-سو شده بود که از بازی در این فیلم کناره‌گیری کرده بود.
در همان سال، او در مجموعه تلویزیونی شاهزاده صد روزه من (کره‌ای: 백일의 낭군님; لاتین‌نویسی اصلاح‌شده: Baegirui Nanggunnim) در نقش پادشاه در شبکه کابلی تی‌وی‌ان ایفای نقش کرد که باعث شهرت بیشتر او شد. جو هان-چول جایگزین بازیگر یون ته-یونگ شده بود.